# Orestija
Orestija, tetralogija koju je napisao Eshil. Čine je tri tragedije  Agamemnon, Hoefore, Eumenide i satirska igra Protej koja nije sačuvana. Eshil je ovom tetralogijom osvojio prvu nagradu na takmičenju 458. godine pre nove ere. 
Ove tri tragedije čine jedinu sačuvanu organsku trilogiju antičkog sveta. 

## Mitska osnova
Eshil je za svoje tragedije preuzimao građu iz helenskih mitova i Homerovih epopeja. Orestija je zasnovana na mitskoj priči o Agamemnonu, njegovom povratku iz trojanskog rata i ubistvu, i Orestovoj osveti Agamemnonove smrti.
Opisanim događajima u Orestiji prethodio je lanac zločina Pelopida. Pelop, eponimni heroj Peloponeza, sin Tantalov želeo je da se oženi Hipodamejom, ćerkom arkadijskog kralja Enomaja. Enomaj se bojao proročanstva da će ga pogubiti budući zet pa je proscima nametao trke.Njemu je Arej poklonio kobile brže od severnog vetra. Tokom trke ubijao je prosce. Pošto je ubio 12 prinčeva umešaju se bogovi sa Olimpa. Posejdon pokloni Pelopu zlatne krilate konje i krilatu kočiju. Pelop obeća Mirtilu, kraljevom kočijašu, pola kraljevstva i prvu bračnu noć sa Hipodamejom, ako izda Enomaja. Mirtil pristane, raspadnu se kočije Enomaje i on pogine, a Pelop pobedi. Kad je Mirtil zatražio svoju nagradu Pelop ga baci sa kočija u more. Dok se davio, Mirtil je prokleo Pelopa i njegove potomke. Njegova kletva je stigla Pelopove sinove Atreja i Tijesta koji su se borili za vlast nad Mikenom. Tijest zavede Atrejevu ženu. Atrej ubije Tijestovu decu i posluži njihovim mesom Tijesta. Kad se Tijest najeo mesa, Atrej mu iznese udove dece. Tijestov sin Egist ubije Atreja i postavi oca za vladara. Atrejev sin Agamemnon zbaci Tijesta sa prestola. Agamemnon se oženio Klitemnestrom, ćerkom spartanskog kralja Tindareja. Menelaj, njegov brat, oženio se drugom sestrom Helenom i u miraz dobio spartanski presto. U trojanskom pohodu, na Aulidi, Agamemnon žrtvuje svoju ćerku Ifigeniju boginji Artemidi da umiri more. Posle pada Troje kreće nazad u Arg sa proročicom Kasandrom, Prijamovom ćerkom. Očekuje ga Klitemenstra čiji je ljubavnik u međuvremenu postao Egist. Tu počinje Orestija.

## Moralna pitanja
Moralna pitanja koja pokreće Eshil su složena. U Orestiji se ističu dva moralna principa koja se dovode u vezu sa Zevsom: ko skrivi strada, takav je zakon i tako će biti dokle je Zevsa i smrtnom stvoru Zevs je pokazao kojim putem um da ide: patnjama se pamet stiče.
U vezi s tim Eshil propoveda staro etičko-religiozno načelo helenskog morala – ničeg previše, ništa preko mere. Njegova etika je etika mere. Bogovi budno paze da čovekova snaga i sreće ne prevrše dosuđenu meru. Ko se ogluši o ovaj opšti božanski princip mora da ispašta. Kod Eshila, krivica koja je uzrok tragičnog stradanja glavnog junaka je nasledna. Greh predaka se prenosi na potomstvo. Zapravo, krivica se ne prenosi kao besmislen slučaj na potomstvo, već se gresima predaka pridružuju gresi potomaka. Po Eshilu, čovekovu sudbinu određuje njegov karakter, pa tako on tek svojim delovanjem izaziva nesrećnu sudbinu i stradanje. Pored toga, krivica je i kužna, odnosno kažnjavanje pojedinca može zahtevati propast čitave zajednice kao u slučaju Parisa i Troje. Moć krivice da proizvodi novu krivicu projektovana je kao kakav zao duh ili družina zlih duhova. I na kraju iza svega stoji Zevsova volja, iza svih ovih složenih odnosa i dejstava ljudskih i demonskih ciljeva.

## Politička dimenzija
U vreme Eshila moral i politika se nisu odvajali, ali se u književnim interpretacijama obično posebno razmatraju ova dva aspekta.
Predmet ove trilogije je čovekova krivica zasnovana na teomahiji (pobuni protiv opših božanskih principa) i njeno otkajanje, ali ona u isto vreme poseduje i političku dimenziju, priču o osnivanju Areopaga, umetnute stihove u finalu Eumenide o opasnosti od građanskog rata. Radnja tragedije je smeštena u mitsko vreme, nekoliko godina posle trojanskog rata, ali pisac unosi reflekse novog doba i novog društvenog poretka.